# När
När is een plaats in de gemeente, landschap en eiland Gotland in de provincie Gotlands län in Zweden. De plaats heeft 209 inwoners (2005) en een oppervlakte van 75 hectare.
Buiten het dorp ligt een vuurtoren.